# Chrysopetalum remanei
Chrysopetalum remanei är en ringmaskart som beskrevs av Perkins 1985. Chrysopetalum remanei ingår i släktet Chrysopetalum och familjen Chrysopetalidae. Inga underarter finns listade i Catalogue of Life.